# Es Pontàs
Es Pontàs és un illot i arc natural, d'uns 20 metres d'alçada, al sud-est de l'illa de Mallorca. L'arc es troba davant de la costa entre Cala Santanyí i Cala Llombards al municipi de Santanyí.
Es Pontàs és el tema recurrent de la pel·lícula King Lines, sobre la primera ascensió de Chris Sharma, el setembre de 2007, de la via de psicobloc 9a+ (5.15a) més difícil del món. La via de llavors ençà ha estat repetida per Jernej Kruder i Jan Hojer.